# Mike Marshall (Musiker)

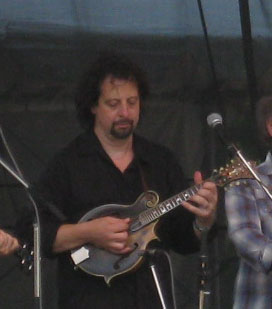
Mike Marshall beim DelFest 2011

Michael James „Mike“ Marshall (* 17. Juli 1957 in New Castle, Pennsylvania) ist ein US-amerikanischer Musiker. 
Marshall wuchs in Lakeland, Florida auf und studierte zunächst Gitarre. Bald danach kam die Violine hinzu, gefolgt von Mandoline und Mandocello. Sein musikalischer Stil reicht von Bluegrass über Jazz bis hin zur brasilianischen Musik. Er ist einer der innovativsten Musiker im Bereich der neueren Instrumentalmusik. 
Marshall ist mit Caterina Lichtenberg verheiratet, die an der Musikhochschule Köln Mandoline lehrt.

## Diskografie
| Jahr | Album                                                      | Chartplatzierungen | Chartplatzierungen | Label           |
| Jahr | Album                                                      | US Bluegrass-Alben | US Country-Alben   | Label           |
| ---- | ---------------------------------------------------------- | ------------------ | ------------------ | --------------- |
| 1987 | Gator Strut                                                |                    |                    | Rounder         |
| 1996 | Brasil: Duets                                              |                    |                    | Rhino           |
| 1998 | Midnight Clear                                             |                    |                    | Acorn           |
| 2001 | Wine Country                                               |                    |                    | Menus and Music |
| 2002 | At Home and on the Range                                   |                    |                    | Compass         |
| 2003 | Into the Cauldron (mit Chris Thile)                        | 6                  | 71                 | Sugar Hill      |
| 2003 | Serenata                                                   |                    |                    | Adventure       |
| 2004 | Mike Marshall & Choro Famoso                               |                    |                    | Adventure       |
| 2005 | Brazil Duets                                               |                    |                    | Adventure       |
| 2006 | Live: Duets (mit Chris Thile)                              | 6                  |                    | Sugar Hill      |
| 2006 | New Words (Novas Palavras) (mit Hamilton de Holanda)       |                    |                    | Adventure       |
| 2007 | Mike Marshall and Darol Anger with Vasen                   |                    |                    | Adventure       |
| 2009 | Mike Marshall, Alex Hargreaves and Paul Kowert as Big Trio |                    |                    |                 |
| 2010 | Caterina Lichtenberg and Mike Marshall                     |                    |                    | Adventure Music |
| 2013 | Mike Marshall & the Turtle Island Quartet                  |                    |                    | Adventure Music |
| 2015 | JS Bach (mit Caterina Lichtenberg)                         |                    |                    | Adventure Music |

## Publikationen
- The Mike Marshall Collection: Music for Mandolin, Fiddle and Guitar, Mel Bay Pubn Inc 2006, ISBN 0-7866-7059-2.